# Somebody Wants Me Out of the Way
Singles de George Jones
The One I Loved Back Then (The Corvette Song)
(1985) Wine Colored Roses
(1986)
Somebody Wants Me Out of the Way est un single de l'artiste américain de musique country George Jones. Il est sorti en avril 1986, c'est le troisième single extrait de l'album Who's Gonna Fill Their Shoes.

## Réception

### Réception commerciale
Le single a atteint la 9e position du hit parade Billboard Hot Country Singles.

## Positions dans les hits-parades
| Hit-parade (1986)                  | Position |
| ---------------------------------- | -------- |
| U.S. Billboard Hot Country Singles | 9        |
| Canadian RPM Country Tracks        | 20       |